# María Eugenia Rigon
María Eugenia Rigon (Buenos Aires) es una actriz argentina conocida por sus papeles en las películas Abrakadabra, Astrogauchos y Los olvidados: Cicatrices.

## Biografía
Se graduó como actriz en la carrera de teatro de Andamio 90, escuela creada por Alejandra Boero. Luego continuó sus estudios en el Centro Latinoamericano de Investigación y Creación Teatral (CELCIT), fundada por Juan Carlos Gene.
En el 2015 iniciaba su carrera actoral de la mano de la publicidad y los videoclips. Asimismo, estrena Hollywood somos nosotras, una obra de Mariano Moro y dirigida por Cruz Potenza.
Para el 2017 tiene su debut en el cine con la película Punto muerto de Daniel De la Vega, un policial de cine negro, lleno de elementos clásicos.
En el 2018 estrena Abrakadabra de los hermanos Onetti, una película de temática Giallo en la que interpreta a Antonella, la asistente del famoso Mago Lorenzo Manzini. En el teatro estrena Cuando las luces se apagan de Lisi Dikof en el teatro del artefacto y forma parte del elenco de Antisocial de Guillermo Aquino, cuando la obra hacía sus funciones en el salón Puerrydon. Además, estrena Matafuego de Florencia Ardoli, con dirección de Verónica Intile, enmarcado en el ciclo Teatro Of Shore, creado por Juan Arena.
Para el 2019 se estrena como dramaturga de su propio espectáculo titulado La República Argentina, con dirección de Lisi Dikiof, y participa como actriz de reparto de la comedia Astrogauchos, que versa sobre la hipotética carrera espacial de Argentina hacia la luna. Asimismo, debuta en el micro teatro con la obra Fac-man, de Javier Pompisello.
En el 2020 tiene una participación como la enfermera Alice en la película The Devil's Tail y colabora en el montaje de la obra Aniversario de 3. Durante la pandemia formó parte de Estamos en Vivo, una comedia que pudo verse por plataformas de streaming.

## Filmografía

### Cine
| Año  | Título                       | Personaje       | Director                        |
| ---- | ---------------------------- | --------------- | ------------------------------- |
| 2017 | Punto Muerto                 | Martha Rathbone | Daniel De la Vega               |
| 2018 | Abrakadabra                  | Antonella       | Luciano Onetti / Nicolas Onetti |
| 2019 | Pulpo Negro                  | Víctima         | Luciano Onetti / Nicola Onetti  |
| 2019 | Astrogauchos                 | Gregoria        | Matias Szulanski                |
| 2019 | Fuck Algoritms               | Lucy            | Atahualpa Rojas                 |
| 2020 | La noche mágica              | Prima           | Gaston Portal                   |
| 2020 | THE DEVIL'S TAIL             | Enfermera Alice | Nicole Goode/ Carlota Pereda    |
| 2020 | Vesania                      | Verónica        | Marcelo Politano                |
| 2020 | Segui Mirando                | Ella            | Manuel Vasquez                  |
| 2021 | Vida y la torta de chocolate | Alicia          | Rodrigo elizalde                |
| 2021 | IMRC                         | Novia           | Maximiliano Mastralengo         |
| 2021 | Los olvidados: Cicatrices    | Sophie          | Nicolas Onetti                  |
| 2022 | Los Inquilinos               | María           | Nicolas P. Villarreal           |
| 2022 | Vladimir                     | Mora            | Martin Riwnyj                   |
| 2022 | Corpórea                     | Carola          | Cristian Bidone                 |
| 2023 | Río, luego existo            | Susana          |                                 |
| 2024 | 1978                         | Diana           | Nicolás Onetti, Luciano Onetti  |
| 2025 | Bestiario                    | Terror          | Gonzalo De La Calzada           |
| 2025 | Hot Line                     | Terror          | Nicanor Loreti                  |

### Series
| Año  | Título                    | Personaje         |
| ---- | ------------------------- | ----------------- |
| 2017 | Imanus                    | Doris             |
| 2019 | Grisel                    | Cecilia           |
| 2021 | Santa Evita               | Secretaría diario |
| 2022 | Chueco                    | Jane              |
| 2023 | Coppola: El representante | Sofía             |
| 2023 | Apps                      | Victória          |

### Teatro
| Año       | Título                                         | Director                |
| --------- | ---------------------------------------------- | ----------------------- |
| 2013      | La zapatera prodigiosa                         | Martin Vives            |
| 2014      | Los árboles mueren de pie                      | Martin Vives            |
| 2015      | Hollywood somos nosotras                       | Juan Cruz Potenza       |
| 2018      | Cuando las luces se apagan                     | Lisi Dikof              |
| 2018      | Antisocial                                     | Guillermo Aquino        |
| 2019      | La República Argentina                         | María Eugenia Rigon.    |
| 2019      | Matafuego                                      | Florencia Aroldi.       |
| 2019      | Cuando las luces se apagan (Segunda temporada) | Lisi Dikof              |
| 2019      | Facman (Microteatro)                           | Javier Pomposiello      |
| 2020-2021 | Salimos en vivo                                | Mariano Scarpatti       |
| 2020-2021 | Aniversario de 3                               | Carolina Finoli Gondria |
| 2022      | Talle 36 (Microteatro)                         | Roberto Mauri           |
| 2022      | Beauty and Rich (Microteatro)                  | Patricio Abadi          |
| 2022      | Hijos a la carta (Microteatro)                 | Ezequiel Tronconi       |
| 2022      | Samsara                                        | Francisco Ortíz         |
| 2023      | Masacre en la alfombra (Microteatro)           | Carlos Belloso          |
| 2023      | Yo no pienso en Matambre ni le temo al vacio   | Patricio Abadi          |
| 2024      | Simone y la vibora                             | Marina Artigas.         |
| 2024      | Es Solo Sexo                                   | Ivan Sineiro            |
| 2025      | La Larva del Laberinto                         | Julian Moldavsky        |

### Videoclips
| Año  | Título              | Banda             | Director                        |
| ---- | ------------------- | ----------------- | ------------------------------- |
| 2016 | Carne Chocolate     | Inclan            | Cinco                           |
| 2017 | Fuego en el tren    | El Río            |                                 |
| 2018 | Pretensión          | Santropia         | Pablo Finkelstein y Chino Jones |
| 2019 | Para Qué Sufrir     | Iván Noble        | Ivan Noble                      |
| 2019 | Hiperestesia        | Marcelo Morfulis  | Maximiliano Estomba             |
| 2019 | Fugitivo            | Bocha Zaldivar    | German Vilche                   |
| 2020 | Te hace feliz       | Mancha de Rolando | Baron Barbas                    |
| 2021 | El baile del millón | Mancha de Rolando | Baron Barbas                    |
| 2022 | Peaky Bliders       | Los Pérez García  | Maxi Bort                       |
| 2022 | Callame             | Bandalos Chinos   | Tomo Terzano                    |
| 2022 | Espejos del sol     | Supermus          | Gonzalo Lopez                   |